# Louis-Frédéric Ancillon
Pour l’article homonyme, voir Ancillon.
Louis-Frédéric (Ludwig Friedrich) Ancillon est un pasteur, écrivain et philosophe allemand, d'origine française. Né à Berlin le 21 mai 1740, il y est décédé le 13 juin 1814.

## Biographie
Petit-fils de Charles Ancillon et père de Jean-Pierre Frédéric Ancillon, membre de l'Académie Royale des Sciences et des Lettres à partir de 1786, conseiller du Consistoire supérieur et prédicateur de la communauté française à Berlin, il fut chargé de prononcer l'oraison funèbre du roi Frédéric II (1786) et d'Élisabeth-Christine de Brunswick-Wolfenbüttel-Bevern (1780).

## Œuvres
- Éloge de Saumaise (couronné par l'Académie de Dijon)
- Mémoires
- Judicium de judiciis circa argumentum Cartesianum pro existentia Dei ad nostra usque tempora latis (1792)
- Sermon (1785)